# Stephen Saunders
Stephen Saunders er terrorist i spændingsserien 24 timer. 
han ses i season 3, hvor tidligere CTU agent Nina Myers er på en auktion for at købe et biologisk våben.
| Fiktion | Spire Denne artikel om en historie eller noget fiktivt er en spire som bør udbygges. Du er velkommen til at hjælpe Wikipedia ved at udvide den. |